# Wim Opbrouck
Wim Opbrouck (Bavikhove, 5 febbraio 1969) è un attore belga.

## Filmografia parziale

### Cinema
- Annette, regia di Leos Carax (2021)

### Televisione
- Wittekerke (1995)
- Kulderzipken (1997)
- Windkracht 10 (1997)
- Alles kan beter (1997-1999)
- In de gloria (2000-2001)
- Het eiland (2004)
- Week van liefde (2005)
- Matrioshki (2006)
- De Ronde (2011)
- Salamander (2012-2013)
- Albert II (2013)
- In Vlaamse velden (2014)
- Café Derby (2015)
- Tytgat Chocolat (2017)
- Fenix (2018)